# Aeroporto de Ceres
O Aeroporto de Ceres ( ICAO: SWCZ) é um aeroporto brasileiro que está localizado no município de Ceres, no estado de Goiás.
Suas coordenadas são as seguintes: 15°20'41.00"S de latitude e 49°36'17.00"W de longitude. Possui uma pista de 1100 metros de asfalto